# Diocesi di Crepedula
La diocesi di Crepedula (in latino Dioecesis Crepedulensis) è una sede soppressa e sede titolare della Chiesa cattolica.

## Storia
Crepedula, nell'odierna Tunisia, è un'antica sede episcopale della provincia romana di Bizacena.
Sono tre i vescovi noti di questa diocesi. Tra i prelati presenti alla conferenza di Cartagine del 411, che vide riuniti assieme i vescovi cattolici e donatisti dell'Africa, partecipò per parte cattolica Barbarianus Creperulensis, che non ebbe competitori donatisti.
Il nome di Felice figura al 40º posto nella lista dei vescovi della Bizacena convocati a Cartagine dal re vandalo Unerico nel 484; Felice, come tutti gli altri vescovi cattolici africani, fu condannato all'esilio.
Infine il vescovo Speranza prese parte al concilio antimonotelita celebrato a Cartagine nel 646.
Dal 1933 Crepedula è annoverata tra le sedi vescovili titolari della Chiesa cattolica; dal 21 novembre 2003 il vescovo titolare è Karl Borsch, vescovo ausiliare di Aquisgrana.

## Cronotassi

### Vescovi
- Barbariano † (menzionato nel 411)
- Felice † (menzionato nel 484)
- Speranza † (menzionato nel 646)

### Vescovi titolari
- Peter Leo Gerety † (4 marzo 1966 - 15 settembre 1969 succeduto vescovo di Portland)
- Dominic Senyemon Fukahori † (15 novembre 1969 - 9 agosto 1976 dimesso)
- Hilario Chávez Joya, M.N.M. † (13 aprile 1977 - 15 febbraio 1978 dimesso)
- Lorenzo Cárdenas Aregullín (17 marzo 1978 - 30 ottobre 1980 nominato vescovo di Papantla)
- Pedro Shaw, O.M.I. † (22 aprile 1981 - 21 giugno 1984 deceduto)
- Enrique Sarmiento Angulo (3 maggio 1986 - 6 agosto 2003 nominato vescovo di Fontibón)
- Karl Borsch, dal 21 novembre 2003